# Commission biblique pontificale
La Commission biblique pontificale (PCB pour Pontificia Commissio Biblica en latin) est un organisme de la curie romaine fondé le 30 octobre 1902 ayant un rôle consultatif en ce qui concerne l'interprétation des textes bibliques. Depuis la réforme de la curie (1971), elle est un sous-organisme de la Congrégation pour la doctrine de la foi (ancien Saint-Office), dont le cardinal préfet est automatiquement président. Elle siège à la Cité du Vatican, dans le palais du Saint-Office.

## Histoire
La Commissio Pontificia de Re Biblica (littéralement « Commission pontificale pour les affaires bibliques ») a été instituée le 30 octobre 1902 par Léon XIII avec un triple objectif :
- promouvoir les études bibliques parmi les catholiques ;
- s'opposer par des moyens scientifiques aux « opinions erronées » à propos des études bibliques. En fait, il s'agissait de contrôler et de réprimer les auteurs réputés modernistes, comme l'indique la lettre Vigilantiae du 30 octobre 1902. Le domaine des études bibliques devait être confié à un organisme plus qualifié que ne pouvaient l'être les consulteurs des congrégations romaines, insuffisamment au fait des questions d'exégèse et d'histoire[2] ;
- approfondir les « questions débattues » et les problèmes émergeant dans ce champ d'études, à titre de conseil auprès du magistère de l'Église. En réalité, ses rapports fonctionnaient par question/réponse et son rôle se limitait à définir ce qu'il est interdit de dire.

Le premier secrétaire fut le cardinal Rampolla jusqu'en 1908. Il avait fait toute sa carrière dans la diplomatie et l'administration vaticane.
Pie X lui donne le droit de conférer les grades académiques de licence et de doctorat en sciences bibliques (in re biblica), cette fonction académique ayant ensuite été gérée avec l'aide des enseignants de l'Institut biblique pontifical de Rome.
Léon XIII et Pie X avaient pressé la commission de se confronter en particulier aux questions relatives au modernisme : entre le 13 février 1905 et le 17 novembre 1921, 14 décrets (ou décisions) et 2 déclarations en forme de réponses à des questions ou des doutes ont été publiés. Sous le pontificat de Pie XI (jusqu'au 30 avril 1934) furent publiés deux autres décrets.
Le 27 juin 1971, dans le cadre de la réforme post-conciliaire, Paul VI donnait de nouvelles règles pour l'organisation de la Commission, qui était aussi rebaptisée selon le titre actuel « Commission biblique pontificale » (Pontificia Commissio Biblica). Le changement principal était que les membres ne seraient plus des cardinaux assistés de conseillers, mais des professeurs de sciences bibliques provenant des diverses écoles et régions du monde, choisis en fonction de leur science, de leur prudence et de leur respect envers le magistère (art. 3).
Du fait de sa composition, la commission est donc un organe consultatif, au service du magistère et rattaché à la Congrégation pour la doctrine de la foi (cf. art. 1), dont le cardinal préfet est aussi président de ladite commission.

## Activités

### Documents de la période antimoderniste
Les documents fournis pendant cette période se situent sur un plan plus disciplinaire que théorique.
- Circa citationes implicitas in S. Scriptura contentas, sur les citations implicites contenues dans l'Écriture sainte (13 février 1905) [ASS 37 (1904-05) 666]. Ce document interdit aux exégètes de parler de « citations implicites » quand les citations ne sont pas dument explicites et ne citent pas mot pour mot. Dans la mesure où jusqu'au premier siècle, aucun canon de l'Ancien Testament n'existe, cela interdit aux exégètes du Nouveau Testament[2] de dire que tel passage est une citation de l'Ancien Testament[6].

- De narrationibus specietenus tantum historicis, récits seulement apparemment historiques (23 juin 1905) [ASS 38 (1905-06) 124]. La commission affirme que cette déclaration est illégitime sauf interprétations spécifiques de l'Église[2]

- De mosaica authentia Pentateuchi, sur l'authenticité mosaïque du Pentateuque (27 juin 1906) [ASS 39 (1906) 377]. La commission tient absolument à ce que Moïse soit l'auteur du Pentateuque en dépit du fait qu'on avait remarqué dès le XVIIe siècle qu'il racontait sa mort[7],[2].

- De quarto evangelio, auteur et vérité historique du quatrième évangile (29 mai 1907) [ASS 40 (1907) 383]; Quoique l'évangile selon Jean diffère des synoptiques, l'auteur est l'apôtre Jean, désigné comme le « disciple préféré », et les événements parfaitement historiques.

- De libri Isaiae indole et auctore, ampleur et auteur du Livre d'Isaïe  (28 juin 1908) [ASS 41 (1908) 613]; Cette réponse fut fournie pour la condamnation d'Albert Condamin[2], qui avait exposé que le Livre d'Isaïe était le fruit de la compilation de deux recueils différents.

- De organo officiali Pontificiae Commissionis de re biblica, l'organe officiel de la Commission biblique pontificale (15 février 1909) [AAS 1 (1909) 241]

- De charactere historico trium priorum capitum Geneseos, sur le caractère historique des trois premiers chapitres de la Genèse (30 juin 1909) [AAS 1 (1909) 567-569]. Il est interdit de dire que les premiers chapitres de la Genèse sont un mythe de la Création. Pour l'avoir affirmé, en 1954, dans un cours de formation biblique  au séminaire dominicain d'Aix-en-Provence, Jean Bottéro se voit interdit d'enseignement. Il quitte l'ordre et rejoint une chaire d'assyriologie au CNRS[8].

- De auctoribus et de tempore compositionis Psalmorum, auteurs et époque de composition des Psaumes 1er mai 1910) [AAS 2 (1910) 354]

- De examinibus coram Pontificia Commissione Biblica subeundis, examens pour les grades académiques devant la CBP (24 mai 1911) [AAS 3 (1911) 47-50]

- Quaestiones de evangelio secundum Matthaeum, sur l'évangile selon Matthieu (19 juin 1911) [AAS 3 (1911) 294-296]

- Quaestiones de evangeliis secundum Marcum et secundum Lucam, sur les évangiles selon Marc et selon Luc (26 juin 1912) [AAS 4 (1912) 463-465]

- De quaestione synoptica, Sur la question synoptique (26 juin 1912) [AAS 4 (1912) 465]. La commission interdit d'exposer la théorie des deux sources, qui a aujourd'hui l'accord de la majorité des exégètes.

- Quaestiones de libro Actuum Apostolorum, sur le livre des Actes des Apôtres (12 juin 1913) [AAS 5 (1913) 291-292]

- Quaestiones de epistolis pastoralibus Pauli apostoli, sur les épîtres  pastorales de l'apôtre Paul (12 juin 1913) [AAS 5 (1913) 292-293]. Il est interdit de parler d'épîtres trito-pauliniennes, c'est-à-dire pseudépigraphes. À l'heure actuelle, les chercheurs s'accordent pour les juger inauthentiques. Par exemple, Michel Quesnel, exégète catholique spécialiste de Paul de Tarse, déclare [9] douter de l'authenticité de l'épître aux Éphésiens, pendant que Régis Burnet, exégète catholique, expose que celle aux Colossiens est une copie un peu retravaillée de celle aux Éphésiens.

- De epistola ad Hebraeos, sur l'épître aux Hébreux (24 juin 1914) [AAS 6 (1914) 417-418]. Cette responsa attribue à Paul l'épître aux Hébreux. Ce n'est qu'en 1961 qu'on a acquis la certitude que cette attribution n'est pas justifiée[10].

- De parousia in epistolis Pauli Apostoli, la parousie dans les épîtres  de Paul (18 juin 1915) [AAS 7 (1915) 357-358]

- De additione variarum lectionum in versione Vulgatae tam Novi quam Veteris Testamenti, l'ajout des variantes dans les éditions de la Vulgate (17 novembre 1921) [AAS 14 (1922) 27]

- De falsa duorum textuum biblicorum interpretatione, sur la fausse interprétation de deux textes bibliques 1er juillet 1933) [AAS 25 (1933) 344]

- Opus cui titulus« Die Einwanderung Israels in Kanaan » reprobatur, condamnation de l'ouvrage Die Einwanderung Israels in Kanaan (27 février 1934) [AAS 26 (1934) 130]

- De usu versionum Sacrae Scripturae in ecclesiis, sur l'usage des traductions de l'Écriture sainte dans les églises (30 avril 1934) [AAS 35 (1943) 270]

- De experimentis ad lauream, les examens pour le doctorat (16 juillet 1939) [AAS 31 (1939) 320]

- Un opuscolo anonimo denigratorio, un opuscule diffamatoire (20 août 1941) [AAS 33 (1941) 465-472]

- De experimentis ad Prolytatum, sur les examens pour la licence (6 juillet  1942) [AAS 34(1942) 232]

- De versionibus Sacrae Scripturae in linguas vernaculas, les traductions de l'Écriture sainte dans les langues vivantes (22 août 1943) [AAS 35 (1943) 270]

- De usu novi Psalterii latini extra horas canonicas, usage du nouveau psautier en dehors des heures du bréviaire (22 octobre 1947) [AAS 39 (1947) 508]

- Des sources du Pentateuque et de l'historicité de Genèse 1-11[11], (16 janvier 1948) [AAS 40 (1948) 45-48]

- De Scriptura sacra recte docenda, l'enseignement de l'Écriture sainte dans les séminaires et les facultés (13 mai 1950) [AAS 42 (1950) 495-505]

- De libro « Die Psalmen » Bernardi Bonkamp, sur le livre Die Psalmen de Bernard Bonkamp (9 juin 1953) [AAS 45 (1953) 432]

- De consociationibus biblicis et de conventibus eiusdem generis, associations bibliques et colloques bibliques (15 décembre 1955) [AAS 48 (1956) 61-64]

### Consultations de la période Vatican II
- De historica evangeliorum veritate, la vérité historique des évangiles (21 avril 1964) [AAS 56 (1964) 712-718]

- Ratio periclitandae doctrinae ad academicos gradus candidatorum, programme d'examen pour les titres académiques en Écriture sainte (7 décembre 1974) [AAS 67 (1975) 153-158]

### Activités à la fin duXXesiècleet au début duXXIesiècle
La nouvelle commission a tenu sa première assemblée plénière en 1974, pour réviser les programmes d'examen en vue de l'obtention des titres académiques en sciences bibliques. Depuis lors, elle se réunit chaque année, la deuxième semaine après Pâques, sur un thème précédemment choisi par le cardinal président.
- En 1975-1976, il s'agissait de « la condition de la femme dans la Bible » et, par extension, du rôle de la femme dans la société d'après l'Écriture sainte.
- En 1977-1978 c'est la théologie de la libération, alors en question, qui est l'objet de leur étude, du moins dans sa façon d'utiliser l'Écriture.
- En 1979, l’inculturation dans l'Écriture sainte. À l'issue de cette assemblée plénière, les interventions furent publiées dans le volume (it) Fede e cultura alla luce della Bibbia (littéralement Foi et culture à la lumière de la Bible), Turin, LDC, 1981, 343 p. (ISBN 9788801124064, OCLC 60058304).
- En 1980 la commission se penche sur le rapport entre herméneutique et christologie, thème dont l'étude se prolongea jusqu'en 1983 et donna lieu à la promulgation de De sacra Scriptura et christologia[13].
- De 1985 à 1988, la commission a étudié les rapports entre les Églises locales et l'universalité du Peuple de Dieu : le 11 avril 1988 était publié un document de 20 pages intitulé : Unité et diversité dans l'Église[14].
- En 1989 il s'agit de l'interprétation de la Bible ; le travail occupe la commission pour plusieurs années, et le 15 avril 1993 est produit le document L'interprétation de la Bible dans l'Église[15], avec une préface du cardinal président, Joseph Ratzinger.
- De 1994 à 1996 les travaux de la commission portent sur l’universalité du salut par le Christ et la diversité des religions.
- À partir de 1997 elle étudie les rapports entre Ancien Testament et Nouveau Testament, entre chrétiens et Juifs : la conclusion en a été faite en 2000 et a donné lieu à la publication en novembre 2001 du document Le peuple juif et ses Écritures saintes dans la Bible chrétienne[16]
- En mai 2008 a été publié : Bible et morale. Les racines bibliques de l'agir chrétien[17].
- Inspiration et vérité de l'Écriture sainte, le 22 février 2014[18]
- « Qu'est-ce que l'homme » (Ps 8,5). Itinéraire d'anthropologie biblique, le 30 septembre 2019[19]

## Composition
* Président : Mgr Víctor Manuel Fernández, (préfet de la Congrégation pour la doctrine de la foi)
* Secrétaire : Rév. Sr. Núria Calduch Benages (en), M.H.S.F.N.
* Secrétaire technique : Don Alessandro Belano, F.D.P..
* Membres:              
- Rév. Knut Backhaus (de)
- Rév. P. Paul Béré, S.J.
- Rév. Eduardo Córdova González
- Mme Bruna Costacurta
- Mgr Pierre Debergé
- Rév. Luís Henrique Eloy e Silva
- Rév. Andrés Maria García Serrano
- Rév. Federico Giuntoli
- Rév. Adrian Graffy
- Mme Mary Healy
- Rév. Marcin Kowalski
- Rév. P. Philippe Lefebvre, O.P.
- Mme Bénédicte Lemmelijn
- Rév. Hugo Orlando Martínez Aldana
- Rév. Levente Balázs Martos
- Rév. Jean-Bosco Matand Bulembat
- Mme Maria Armida Nicolaci
- Rév. P. Henry Pattarumadathil, S.J.
- Rév. Blazej Štrba